# Юнацька збірна Бразилії з футболу (U-17)
Юнацька збірна Бразилії з футболу (U-17) — національна футбольна збірна Бразилії, що складається із гравців віком до 17 років. Керівництво командою здійснює Бразильська конфедерація футболу.
Головним континентальним турніром для команди є Юнацький чемпіонат Південної Америки з футболу (U-17), успішний виступ на якому дозволяє отримати путівку на Чемпіонат світу (U-17). Також може брати участь у товариських і регіональних змаганнях. Протягом 1980-х років функціонувала у форматі U-16.

## Виступи на міжнародних турнірах

### Юнацький чемпіонат світу (U-17)
| Статистика чемпіонатів світу (U-17) | Статистика чемпіонатів світу (U-17) | Статистика чемпіонатів світу (U-17) | Статистика чемпіонатів світу (U-17) | Статистика чемпіонатів світу (U-17) | Статистика чемпіонатів світу (U-17) | Статистика чемпіонатів світу (U-17) | Статистика чемпіонатів світу (U-17) | Статистика чемпіонатів світу (U-17) |
| Рік                                 | Раунд                               | Місце                               | І                                   | В                                   | Н                                   | П                                   | Г+                                  | Г-                                  |
| ----------------------------------- | ----------------------------------- | ----------------------------------- | ----------------------------------- | ----------------------------------- | ----------------------------------- | ----------------------------------- | ----------------------------------- | ----------------------------------- |
| 1985                                | третє місце                         | 3-є                                 | 6                                   | 4                                   | 0                                   | 2                                   | 13                                  | 8                                   |
| 1987                                | груповий етап                       | 14-е                                | 3                                   | 0                                   | 2                                   | 1                                   | 0                                   | 1                                   |
| 1989                                | чвертьфінали                        | 8-е                                 | 4                                   | 2                                   | 1                                   | 1                                   | 5                                   | 3                                   |
| 1991                                | чвертьфінали                        | 6-е                                 | 4                                   | 3                                   | 0                                   | 1                                   | 8                                   | 2                                   |
| 1993                                | не кваліфікувалася                  | не кваліфікувалася                  | не кваліфікувалася                  | не кваліфікувалася                  | не кваліфікувалася                  | не кваліфікувалася                  | не кваліфікувалася                  | не кваліфікувалася                  |
| 1995                                | віце-чемпіон                        | 2-е                                 | 6                                   | 4                                   | 0                                   | 2                                   | 6                                   | 3                                   |
| 1997                                | переможець                          | 1-е                                 | 6                                   | 6                                   | 0                                   | 0                                   | 21                                  | 2                                   |
| 1999                                | переможець                          | 1-е                                 | 6                                   | 2                                   | 4                                   | 0                                   | 8                                   | 4                                   |
| 2001                                | чвертьфінали                        | 5-е                                 | 4                                   | 3                                   | 0                                   | 1                                   | 11                                  | 4                                   |
| 2003                                | переможець                          | 1-е                                 | 6                                   | 5                                   | 1                                   | 0                                   | 15                                  | 1                                   |
| 2005                                | віце-чемпіон                        | 2-е                                 | 6                                   | 4                                   | 0                                   | 2                                   | 16                                  | 11                                  |
| 2007                                | 1/8 фіналу                          | 10-е                                | 4                                   | 1                                   | 1                                   | 2                                   | 14                                  | 4                                   |
| 2009                                | груповий етап                       | 17-е                                | 3                                   | 1                                   | 0                                   | 2                                   | 3                                   | 4                                   |
| 2011                                | четверте місце                      | 4-е                                 | 7                                   | 4                                   | 1                                   | 2                                   | 15                                  | 12                                  |
| 2013                                | чвертьфінали                        | 5-е                                 | 5                                   | 4                                   | 1                                   | 0                                   | 19                                  | 4                                   |
| 2015                                | чвертьфінали                        | 6-е                                 | 5                                   | 3                                   | 0                                   | 2                                   | 5                                   | 5                                   |
| 2017                                | третє місце                         | 3-є                                 | 7                                   | 6                                   | 0                                   | 1                                   | 14                                  | 5                                   |
| 2019                                | переможець                          | 1-е                                 | 7                                   | 7                                   | 0                                   | 0                                   | 19                                  | 6                                   |
| 2021                                | не визначено                        | не визначено                        | не визначено                        | не визначено                        | не визначено                        | не визначено                        | не визначено                        | не визначено                        |
| Усього                              | 17/19                               | 4 Titles                            | 89                                  | 59                                  | 11                                  | 19                                  | 192                                 | 79                                  |

### Юнацький чемпіонат Південної Америки (U-17)
| Статистика чемпіонатів Південної Америки (U-17) | Статистика чемпіонатів Південної Америки (U-17) | Статистика чемпіонатів Південної Америки (U-17) | Статистика чемпіонатів Південної Америки (U-17) | Статистика чемпіонатів Південної Америки (U-17) | Статистика чемпіонатів Південної Америки (U-17) | Статистика чемпіонатів Південної Америки (U-17) | Статистика чемпіонатів Південної Америки (U-17) | Статистика чемпіонатів Південної Америки (U-17) |
| Рік                                             | Раунд                                           | І                                               | В                                               | Н                                               | П                                               | Г+                                              | Г-                                              |                                                 |
| ----------------------------------------------- | ----------------------------------------------- | ----------------------------------------------- | ----------------------------------------------- | ----------------------------------------------- | ----------------------------------------------- | ----------------------------------------------- | ----------------------------------------------- | ----------------------------------------------- |
| 1985                                            | віце-чемпіон                                    | 8                                               | 7                                               | 0                                               | 1                                               | 32                                              | 4                                               |                                                 |
| 1986                                            | віце-чемпіон                                    | 7                                               | 1                                               | 6                                               | 0                                               | 6                                               | 5                                               |                                                 |
| 1988                                            | переможець                                      | 7                                               | 6                                               | 1                                               | 0                                               | 14                                              | 1                                               |                                                 |
| 1991                                            | переможець                                      | 7                                               | 5                                               | 0                                               | 2                                               | 18                                              | 6                                               |                                                 |
| 1993                                            | четверте місце                                  | 7                                               | 4                                               | 2                                               | 1                                               | 13                                              | 9                                               |                                                 |
| 1995                                            | переможець                                      | 7                                               | 6                                               | 0                                               | 1                                               | 19                                              | 4                                               |                                                 |
| 1997                                            | переможець                                      | 7                                               | 5                                               | 2                                               | 0                                               | 20                                              | 7                                               |                                                 |
| 1999                                            | переможець                                      | 6                                               | 5                                               | 1                                               | 0                                               | 17                                              | 6                                               |                                                 |
| 2001                                            | переможець                                      | 7                                               | 4                                               | 3                                               | 0                                               | 18                                              | 5                                               |                                                 |
| 2003                                            | віце-чемпіон                                    | 7                                               | 5                                               | 1                                               | 1                                               | 15                                              | 4                                               |                                                 |
| 2005                                            | переможець                                      | 7                                               | 5                                               | 1                                               | 1                                               | 27                                              | 11                                              |                                                 |
| 2007                                            | переможець                                      | 9                                               | 6                                               | 1                                               | 2                                               | 29                                              | 11                                              |                                                 |
| 2009                                            | переможець                                      | 5                                               | 3                                               | 1                                               | 1                                               | 12                                              | 4                                               |                                                 |
| 2011                                            | переможець                                      | 9                                               | 7                                               | 1                                               | 1                                               | 22                                              | 11                                              |                                                 |
| 2013                                            | третє місце                                     | 9                                               | 5                                               | 4                                               | 0                                               | 14                                              | 6                                               |                                                 |
| 2015                                            | переможець                                      | 9                                               | 5                                               | 1                                               | 3                                               | 18                                              | 14                                              |                                                 |
| 2017                                            | переможець                                      | 9                                               | 7                                               | 2                                               | 0                                               | 24                                              | 3                                               |                                                 |
| 2019                                            | груповий етап                                   | 4                                               | 2                                               | 1                                               | 1                                               | 7                                               | 8                                               |                                                 |
| Усього                                          | 18/18                                           | 131                                             | 88                                              | 28                                              | 15                                              | 325                                             | 119                                             |                                                 |